# Ediacara (geologi)
| Prekambrium                  | Prekambrium          | Prekambrium   | Prekambrium       |
| Eon                          | Era                  | Period        | Miljoner år sedan |
| ---------------------------- | -------------------- | ------------- | ----------------- |
| Fanero- zoikum               | Paleozoikum          | Kambrium      | senare            |
| Protero- zoikum              | Neo- proterozoikum   | Ediacara      | 635–541           |
| Protero- zoikum              | Neo- proterozoikum   | Kryogenium    | 720–635           |
| Protero- zoikum              | Neo- proterozoikum   | Tonium        | 1000–720          |
| Protero- zoikum              | Meso- proterozoikum  | Stenium       | 1200–1000         |
| Protero- zoikum              | Meso- proterozoikum  | Ectasium      | 1400–1200         |
| Protero- zoikum              | Meso- proterozoikum  | Kalymmium     | 1600–1400         |
| Protero- zoikum              | Paleo- proterozoikum | Staterium     | 1800–1600         |
| Protero- zoikum              | Paleo- proterozoikum | Orosirium     | 2050–1800         |
| Protero- zoikum              | Paleo- proterozoikum | Ryacium       | 2300–2050         |
| Protero- zoikum              | Paleo- proterozoikum | Siderium      | 2500–2300         |
| Arkeikum                     | Neoarkeikum          |               | 2800–2500         |
| Arkeikum                     | Mesoarkeikum         |               | 3200–2800         |
| Arkeikum                     | Paleoarkeikum        |               | 3600–3200         |
| Arkeikum                     | Eoarkeikum           |               | 4000–3600         |
| Hadeikum                     |                      |               | 4600–4000         |
| Jorden bildas                | Jorden bildas        | Jorden bildas | tidigare          |
| Se även Geologisk tidsskala. |                      |               |                   |

Ediacara, ibland även kallad Vendium, är den geologiska tidsperioden före kambrium, för cirka 635–541 miljoner år sedan. Denna tidsperiod tillhör eonen proterozoikum och eran neoproterozoikum.
Relationen mellan Edicara och Vendium är något oklar.  Enligt McCall (2006) är Vendium ett äldre namn för samma period, men enligt Nationalencyklopedin är Ediacara en underperiod inom Vendium.  Resten av Vendium kallas där Varangerperioden, vilket torde inbegripa Varangeristiden som idag räknas till kryogenium. Fedonkin m.fl. (2007) kritiserade definitionen av Ediacara och anförde att konceptet Vendium står på en mer solid och global bas av lagerserier som bättre kan korreleras med varandra.

## Livsformer
Ediacara är speciellt känd för ediacarafaunan, en uppsättning varelser som föregick den så kallade kambriska explosionen och finns bevarade i fossil. Inga av dessa livsformer hade utvecklat skal eller skelett vilket leder till att fossiliserade fynd är få och svåra att upptäcka. Från denna tid finns ett hundratal olika arter identifierade varav endast ett fåtal har utseendemässiga likheter med efterkommande livsformer under den kambriska explosionen.
- Arkarua
- Charnia
- Dickinsonia
- Ediacaria
- Marywadea
- Onega
- Pteridinium
- Yorgia

### Fyndplatser
Fossila lämningar från denna tidsperiod finns bland annat på följande platser:
- Ediacara Hills, Australien
- Mistaken Point, Newfoundland, Kanada
- Lantian formation, Kina.

## Geologi
I början av Edicara var jordens landmassor samlade i superkontinenten Pannotia, som sedan splittrades upp i fyra delar under perioden. Ett par hundra miljoner år senare återsamlades dessa och formade en ny superkontinent kallad Pangea.